# Cechenena pollux
Cechenena pollux är en fjärilsart som beskrevs av Jean Baptiste Boisduval 1875. Cechenena pollux ingår i släktet Cechenena och familjen svärmare. Inga underarter finns listade i Catalogue of Life.

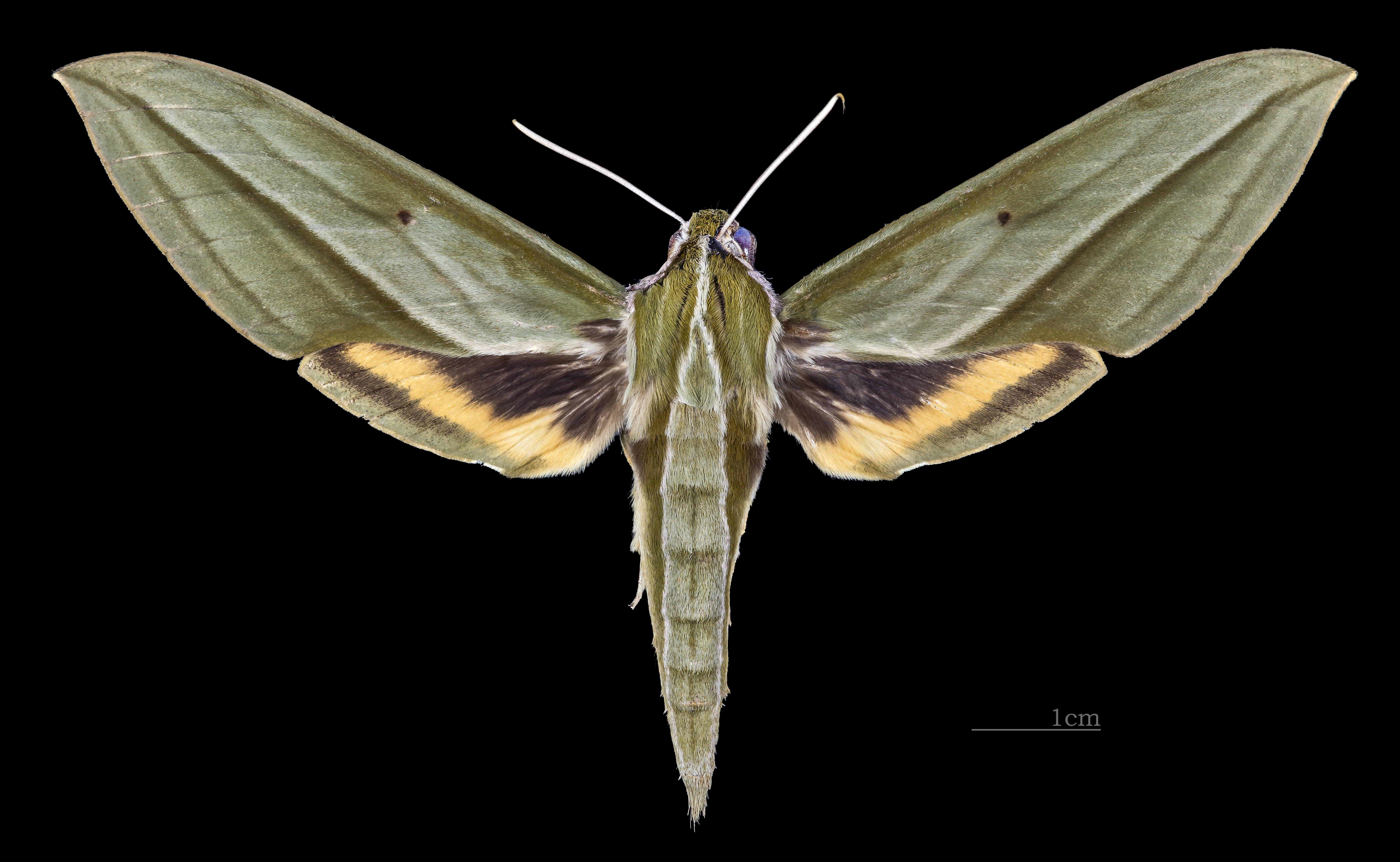
Cechenena pollux ♀
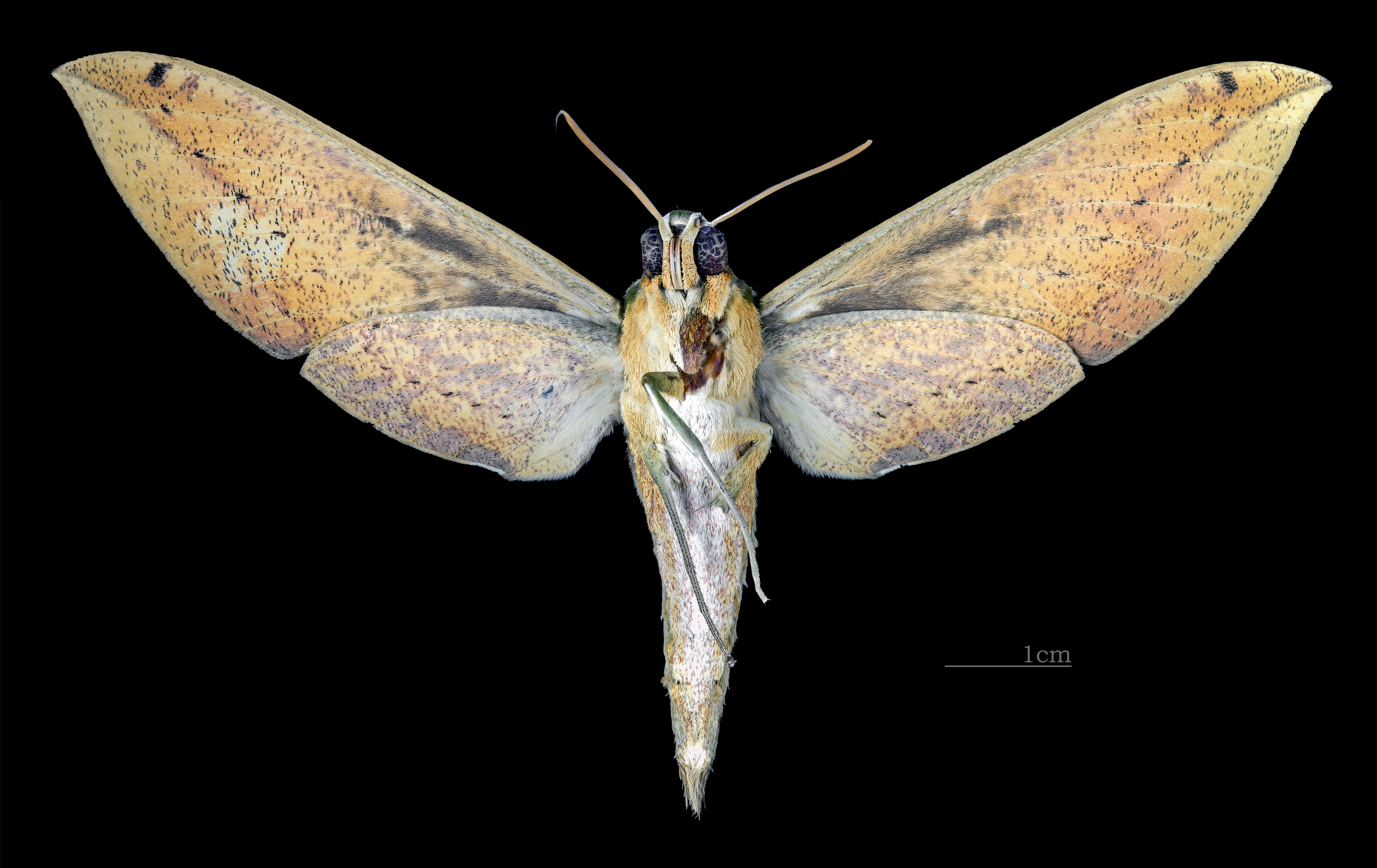
Cechenena pollux ♀ △